# ISO 9
La norma ISO 9 stabilisce un metodo per la traslitterazione in caratteri latini dei caratteri cirillici che costituiscono l'alfabeto delle lingue slave e di alcune lingue non slave.
Il principale vantaggio di ISO 9 sugli altri sistemi di traslitterazione è di avere (usando i segni diacritici) uno ed un solo carattere latino per ciascun carattere cirillico, e viceversa uno ed un solo carattere cirillico per ciascun carattere latino, il che permette di rappresentare univocamente il testo originale e di fare una traslitterazione inversa anche quando la lingua originale non è nota.
Le versioni precedenti della norma, ISO/R 9:1954, ISO/R 9:1968, e ISO/R 9:1986 erano basate sulla traslitterazione scientifica utilizzata dai linguisti, ma si è poi preferita una traslitterazione univoca rispetto alla rappresentazione fonetica.

## ISO/R 9:1995
Questa edizione sostituisce l'edizione ISO/R 9:1986. La tabella sottostante mostra i caratteri per abcaso, altai, bielorusso, bulgaro, buriato, ciuvascio, caraciai-balcaro, macedone, moldavo, russo, ruteno, serbo, udmurto, ucraino, e tutte le lingue caucasiche che usano il Páločka.
| Cirillico | Cirillico | Latino | Latino | Unicode per caratteri non-ASCII | Unicode per caratteri non-ASCII | Unicode per caratteri non-ASCII | Unicode per caratteri non-ASCII | Note                            | Note |
| Cirillico | Cirillico | Latino | Latino | Esa                             | Esa                             | Decimale                        | Decimale                        | Note                            | Note |
| --------- | --------- | ------ | ------ | ------------------------------- | ------------------------------- | ------------------------------- | ------------------------------- | ------------------------------- | ---- |
| А         | а         | A      | a      |                                 |                                 |                                 |                                 |                                 |      |
| Ӑ         | ӑ         | Ă      | ă      | 0102                            | 0103                            | 258                             | 259                             |                                 |      |
| Ӓ         | ӓ         | Ä      | ä      | 00C4                            | 00E4                            | 196                             | 228                             |                                 |      |
| Ә         | ә         | A̋      | a̋      | A+030B                          | a+030B                          | A+779                           | a+779                           | doppio accento acuto combinante |      |
| Б         | б         | B      | b      |                                 |                                 |                                 |                                 |                                 |      |
| В         | в         | V      | v      |                                 |                                 |                                 |                                 |                                 |      |
| Г         | г         | G      | g      |                                 |                                 |                                 |                                 |                                 |      |
| Ґ         | ґ         | G̀      | g̀      | G+0300                          | g+0300                          | G+768                           | g+768                           | accento grave combinante        |      |
| Ҕ         | ҕ         | Ğ      | ğ      | 011E                            | 011F                            | 286                             | 287                             |                                 |      |
| Д         | д         | D      | d      |                                 |                                 |                                 |                                 |                                 |      |
| Ђ         | ђ         | Đ      | đ      | 0110                            | 0111                            | 272                             | 273                             |                                 |      |
| Ѓ         | ѓ         | Ǵ      | ǵ      | 01F4                            | 01F5                            | 500                             | 501                             |                                 |      |
| Е         | е         | E      | e      |                                 |                                 |                                 |                                 |                                 |      |
| Ё         | ё         | Ë      | ë      | 00CB                            | 00EB                            | 203                             | 235                             |                                 |      |
| Ӗ         | ӗ         | Ĕ      | ĕ      | 0114                            | 0115                            | 276                             | 277                             |                                 |      |
| Є         | є         | Ê      | ê      | 00CA                            | 00EA                            | 202                             | 234                             |                                 |      |
| Ҽ         | ҽ         | C̆      | c̆      | C+0306                          | c+0306                          | C+774                           | c+774                           | breve combinante                |      |
| Ҿ         | ҿ         | Ç̆      | ç̆      | 00C7+0306                       | 00E7+0306                       | 199+774                         | 231+774                         | breve combinante                |      |
| Ж         | ж         | Ž      | ž      | 017D                            | 017E                            | 381                             | 382                             |                                 |      |
| Ӂ         | ӂ         | Z̆      | z̆      | Z+0306                          | z+0306                          | Z+774                           | z+774                           | breve combinante                |      |
| Ӝ         | ӝ         | Z̄      | z̄      | Z+0304                          | z+0304                          | Z+772                           | z+772                           | macron combinante               |      |
| З         | з         | Z      | z      |                                 |                                 |                                 |                                 |                                 |      |
| Ӟ         | ӟ         | Z̈      | z̈      | Z+0308                          | z+0308                          | Z+776                           | z+776                           | dieresi combinante              |      |
| Ѕ         | ѕ         | Ẑ      | ẑ      | 1E90                            | 1E91                            | 7824                            | 7825                            |                                 |      |
| Ӡ         | ӡ         | Ź      | ź      | 0179                            | 017A                            | 377                             | 378                             |                                 |      |
| И         | и         | I      | i      |                                 |                                 |                                 |                                 |                                 |      |
| Ӥ         | ӥ         | Î      | î      | 00CE                            | 00EE                            | 206                             | 238                             |                                 |      |
| І         | і         | Ì      | ì      | 00CC                            | 00EC                            | 204                             | 236                             |                                 |      |
| Ї         | ї         | Ï      | ï      | 00CF                            | 00EF                            | 207                             | 239                             |                                 |      |
| Й         | й         | J      | j      |                                 |                                 |                                 |                                 |                                 |      |
| Ј         | ј         | J̌      | ǰ      | J+030C                          | 01F0                            | J+780                           | 496                             | caron combinante                |      |
| К         | к         | K      | k      |                                 |                                 |                                 |                                 |                                 |      |
| Қ         | қ         | Ķ      | ķ      | 0136                            | 0137                            | 310                             | 311                             |                                 |      |
| Ҟ         | ҟ         | K̄      | k̄      | K+0304                          | k+0304                          | K+772                           | k+772                           | macron combinante               |      |
| Л         | л         | L      | l      |                                 |                                 |                                 |                                 |                                 |      |
| Љ         | љ         | L̂      | l̂      | L+0302                          | l+0302                          | L+770                           | l+770                           | circonflesso combinante         |      |
| М         | м         | M      | m      |                                 |                                 |                                 |                                 |                                 |      |
| Н         | н         | N      | n      |                                 |                                 |                                 |                                 |                                 |      |
| Њ         | њ         | N̂      | n̂      | N+0302                          | n+0302                          | N+770                           | n+770                           | circonflesso combinante         |      |
| Ҥ         | ҥ         | Ṅ      | ṅ      | 1E44                            | 1E45                            | 7748                            | 7749                            |                                 |      |
| О         | о         | O      | o      |                                 |                                 |                                 |                                 |                                 |      |
| Ӧ         | ӧ         | Ö      | ö      | 00D6                            | 00F6                            | 214                             | 246                             |                                 |      |
| Ө         | ө         | Ô      | ô      | 00D4                            | 00F4                            | 212                             | 244                             |                                 |      |
| П         | п         | P      | p      |                                 |                                 |                                 |                                 |                                 |      |
| Ҧ         | ҧ         | Ṕ      | ṕ      | 1E54                            | 1E55                            | 7764                            | 7765                            |                                 |      |
| Р         | р         | R      | r      |                                 |                                 |                                 |                                 |                                 |      |
| С         | с         | S      | s      |                                 |                                 |                                 |                                 |                                 |      |
| Ҫ         | ҫ         | Ş      | ş      | 015E                            | 015F                            | 350                             | 351                             |                                 |      |
| Т         | т         | T      | t      |                                 |                                 |                                 |                                 |                                 |      |
| Ҭ         | ҭ         | Ţ      | ţ      | 0162                            | 0163                            | 354                             | 355                             |                                 |      |
| Ћ         | ћ         | Ć      | ć      | 0106                            | 0107                            | 262                             | 263                             |                                 |      |
| Ќ         | ќ         | Ḱ      | ḱ      | 1E30                            | 1E31                            | 7728                            | 7729                            |                                 |      |
| У         | у         | U      | u      |                                 |                                 |                                 |                                 |                                 |      |
| У́         | у́         | Ú      | ú      | 00DA                            | 00FA                            | 218                             | 250                             |                                 |      |
| Ў         | ў         | Ŭ      | ŭ      | 016C                            | 016D                            | 364                             | 365                             |                                 |      |
| Ӱ         | ӱ         | Ü      | ü      | 00DC                            | 00FC                            | 220                             | 252                             |                                 |      |
| Ӳ         | ӳ         | Ű      | ű      | 0170                            | 0171                            | 368                             | 369                             |                                 |      |
| Ү         | ү         | Ù      | ù      | 00D9                            | 00F9                            | 217                             | 249                             |                                 |      |
| Ф         | ф         | F      | f      |                                 |                                 |                                 |                                 |                                 |      |
| Х         | х         | H      | h      |                                 |                                 |                                 |                                 |                                 |      |
| Ҳ         | ҳ         | Ḩ      | ḩ      | 1E28                            | 1E29                            | 7720                            | 7721                            |                                 |      |
| Һ         | һ         | Ḥ      | ḥ      | 1E24                            | 1E25                            | 7716                            | 7717                            |                                 |      |
| Ц         | ц         | C      | c      |                                 |                                 |                                 |                                 |                                 |      |
| Ҵ         | ҵ         | C̄      | c̄      | C+0304                          | c+0304                          | C+772                           | c+772                           | macron combinante               |      |
| Ч         | ч         | Č      | č      | 010C                            | 010D                            | 268                             | 269                             |                                 |      |
| Ӵ         | ӵ         | C̈      | c̈      | C+0308                          | c+0308                          | C+776                           | c+776                           | dieresi combinante              |      |
| Ҷ         | ҷ         | Ç      | ç      | 00C7                            | 00E7                            | 199                             | 231                             |                                 |      |
| Џ         | џ         | D̂      | d̂      | D+0302                          | d+0302                          | D+770                           | d+770                           | circonflesso combinante         |      |
| Ш         | ш         | Š      | š      | 0160                            | 0161                            | 352                             | 353                             |                                 |      |
| Щ         | щ         | Ŝ      | ŝ      | 015C                            | 015D                            | 348                             | 349                             |                                 |      |
| Ъ         | ъ         | ʺ      | ʺ      | 02BA                            | 02BA                            | 698                             | 698                             | simbolo di doppio primo         |      |
| '         | '         | '      | '      | 2019                            | 2019                            | 8217                            | 8217                            | virgoletta destra singola       |      |
| Ы         | ы         | Y      | y      |                                 |                                 |                                 |                                 |                                 |      |
| Ӹ         | ӹ         | Ÿ      | ÿ      | 0178                            | 00FF                            | 376                             | 255                             |                                 |      |
| Ь         | ь         | ʹ      | ʹ      | 02B9                            | 02B9                            | 697                             | 697                             | simbolo di primo                |      |
| Э         | э         | È      | è      | 00C8                            | 00E8                            | 200                             | 232                             |                                 |      |
| Ю         | ю         | Û      | û      | 00DB                            | 00FB                            | 219                             | 251                             |                                 |      |
| Я         | я         | Â      | â      | 00C2                            | 00E2                            | 194                             | 226                             |                                 |      |
| Ѣ         | ѣ         | Ě      | ě      | 011A                            | 011B                            | 282                             | 283                             |                                 |      |
| Ѫ         | ѫ         | Ǎ      | ǎ      | 01CD                            | 01CE                            | 461                             | 462                             |                                 |      |
| Ѳ         | ѳ         | F̀      | f̀      | F+0300                          | f+0300                          | F+768                           | f+768                           | accento grave combinante        |      |
| Ѵ         | ѵ         | Ỳ      | ỳ      | 1EF2                            | 1EF3                            | 7922                            | 7923                            |                                 |      |
| Ҩ         | ҩ         | Ò      | ò      | 00D2                            | 00F2                            | 210                             | 242                             |                                 |      |
| Ӏ         | Ӏ         | ‡      | ‡      | 2021                            | 2021                            | 8225                            | 8225                            | doppio dagger                   |      |

### Esempio
Ecco un esempio di traslitterazione che utilizza questo sistema. Il testo in cirillico è un estratto dall'Inno della Federazione Russa:
| Славься, Отечество наше свободное, Братских народов союз вековой, Предками данная мудрость народная! Славься, страна! Мы гордимся тобой! |  | Slavʹsâ, Otečestvo naše svobodnoe, Bratskih narodov soûz vekovoj, Predkami dannaâ mudrostʹ narodnaâ! Slavʹsâ, strana! My gordimsâ toboj! |

## ISO/R 9:1968
Questa è una versione più vecchia dello standard, con traslitterazioni differenti per le diverse lingue slave, per riflettere le loro differenze fonetiche. È più vicino al sistema originale di traslitterazione scientifica.
Per comparazione la norma ISO 9:1995 è indicata nell'ultima colonna.
| Cirillico | bulgaro  | russo   | bielorusso | ucraino | serbo | macedone | 1995 |
| --------- | -------- | ------- | ---------- | ------- | ----- | -------- | ---- |
| А а       | a        | a       | a          | a       | a     | a        | a    |
| Б б       | b        | b       | b          | b       | b     | b        | b    |
| В в       | v        | v       | v          | v       | v     | v        | v    |
| Г г       | g        | g       | g, h 2     | g, h 2  | g     | g        | g    |
| Ґ ґ       |          |         |            | g       |       |          | g̀    |
| Д д       | d        | d       | d          | d       | d     | d        | d    |
| Ѓ ѓ       |          |         |            |         |       | ǵ        | ǵ    |
| Ђ ђ       |          |         |            |         | đ     |          | đ    |
| Е е       | e        | e       | e          | e       | e     | e        | e    |
| Ё ё       |          | ë       | ë          |         |       |          | ë    |
| Є є       |          |         |            | je      |       |          | ê    |
| Ж ж       | ž        | ž       | ž          | ž       | ž     | ž        | ž    |
| З з       | z        | z       | z          | z       | z     | z        | z    |
| Ѕ ѕ       |          |         |            |         |       | dz       | ẑ    |
| И и       | i        | i       |            | i, y 2  | i     | i        | i    |
| І і       |          | ī 1     | ī, i 2     | ī, i 2  |       |          | ì    |
| Ї ї       |          |         |            | ï       |       |          | ï    |
| Й й       | j        | j       | j          | j       |       |          | j    |
| Ј ј       |          |         |            |         | j     | j        | ǰ    |
| К к       | k        | k       | k          | k       | k     | k        | k    |
| Л л       | l        | l       | l          | l       | l     | l        | l    |
| Љ љ       |          |         |            |         | lj    | lj       | l̂    |
| М м       | m        | m       | m          | m       | m     | m        | m    |
| Н н       | n        | n       | n          | n       | n     | n        | n    |
| Њ њ       |          |         |            |         | nj    | nj       | n̂    |
| О о       | o        | o       | o          | o       | o     | o        | o    |
| П п       | p        | p       | p          | p       | p     | p        | p    |
| Р р       | r        | r       | r          | r       | r     | r        | r    |
| С с       | s        | s       | s          | s       | s     | s        | s    |
| Т т       | t        | t       | t          | t       | t     | t        | t    |
| Ќ ќ       |          |         |            |         |       | ḱ        | ḱ    |
| Ћ ћ       |          |         |            |         | ć     |          | ć    |
| У у       | u        | u       | u          | u       | u     | u        | u    |
| Ў ў       |          |         | ŭ          |         |       |          | ŭ    |
| Ф ф       | f        | f       | f          | f       | f     | f        | f    |
| Х х       | h        | h, ch 2 | h, ch 2    | h, ch 2 | h     | h        | h    |
| Ц ц       | c        | c       | c          | c       | c     | c        | c    |
| Ч ч       | č        | č       | č          | č       | č     | č        | č    |
| Џ џ       |          |         |            |         | dž    | dž       | d̂    |
| Ш ш       | š        | š       | š          | š       | š     | š        | š    |
| Щ щ       | šč, št 2 | šč      |            | šč      |       |          | ŝ    |
| Ъ ъ       | ʺ, ă 2   | ʺ       | ʺ 1        | ʺ 1     |       |          | ʺ    |
| Ы ы       |          | y       | y          |         |       |          | y    |
| Ь ь       | ʹ        | ʹ       | ʹ          | ʹ       |       |          | ʹ    |
| Ѣ ѣ       | ě 1      | ě 1     | ě 1        | ě 1     |       |          | ě    |
| Э э       |          | ė       | ė          |         |       |          | è    |
| Ю ю       | ju       | ju      | ju         | ju      |       |          | û    |
| Я я       | ja       | ja      | ja         | ja      |       |          | â    |
| '         |          | ″ 1     | ″          | ″       |       |          | '    |
| Ѫ ѫ       | ʺ̣,ȧ 2    |         |            |         |       |          | ǎ    |
| Ѳ ѳ       |          | ḟ1      |            |         |       |          | f̀    |
| Ѵ ѵ       |          | ẏ1      |            |         |       |          | ỳ    |

1 Lettere arcaiche.
2 Vedi sub-standard.
BulgaroLe lettere ъ ed ѫ non sono traslitterate se alla fine di una parola.
Russo e bielorussoLa lettera ъ non è traslitterata se alla fine di una parola.

### I due sub-standard di ISO/R 9:1968
ISO/R 9:1968 definisce due sub-standard:
- un sub-standard che dipende dalla lingua: russo (ru), ucraino (uk), bielorusso (be) e bulgaro (bg), qui chiamato sub-standard 1: "In order to facilitate the use of this ISO Recommendation the letters are transliterated by the same character for each Slavic language. However, the following groups of variations may be used for such cases where it is desirable to respect the original character of the Slavic alphabet."
- un altro sub-standard per tutte le lingue trattate dallo standard, qui chiamato sub-standard 2: "In countries where tradition favours it, the following variations are permitted, but only as a group."

| Cirillico | ISO/R 9:1968    | ISO/R 9:1968   | ISO/R 9:1968 |                |
| Cirillico |                 | sub-standard 1 | base         | sub-standard 2 |
| --------- | --------------- | -------------- | ------------ | -------------- |
| г         | h (uk, be)      | g              |              |                |
| ж         |                 | ž              | zh           |                |
| и         | y (uk)          | i              |              |                |
| і         | i (uk, be)      | ī              |              |                |
| й         |                 | j              | ĭ            |                |
| х         | ch (uk, be, ru) | h              | kh           |                |
| ц         |                 | c              | ts           |                |
| ч         |                 | č              | ch           |                |
| ш         |                 | š              | sh           |                |
| щ         | št (bg)         | šč             | shch         |                |
| ъ         | ă (bg)          | ʺ              |              |                |
| ю         |                 | ju             | yu           |                |
| я         |                 | ja             | ya           |                |
| ѫ         | ȧ (bg)          | ʺ̣              |              |                |

## Adozioni nazionali
Il testo di ISO 9 tradotto letteralmente è adottato come norma interstatale nelle nazioni sotto elencate (la designazione nazionale è mostrata tra parentesi).
- Russia (GOST 7.79)
- Armenia (GOST 7.79)
- Azerbaigian (GOST 7.79)
- Bielorussia (ГОСТ 7.79-2000, ИСО 9-95, adottato in data 1º marzo 2003)[1]
- Kazakistan (GOST 7.79)
- Kirghizistan (GOST 7.79)
- Tagikistan (GOST 7.79)
- Turkmenistan (GOST 7.79)
- Uzbekistan (GOST 7.79)